# Liste der Monuments historiques in Lainville-en-Vexin
Die Liste der Monuments historiques in Lainville-en-Vexin führt die Monuments historiques in der französischen Gemeinde Lainville-en-Vexin auf.

## Liste der Bauwerke
| Bezeichnung                         | Beschreibung | Standort | Kennzeichnung | Schutzstatus | Datum | Bild |
| ----------------------------------- | ------------ | -------- | ------------- | ------------ | ----- | ---- |
| Kirche St-Martin und Friedhofskreuz |              | (Lage)   | PA00087467    | Inscrit      | 1944  |      |

## Liste der Objekte
- Monuments historiques (Objekte) in Lainville-en-Vexin in der Base Palissy des französischen Kultusministeriums